# Chrysler Aviat

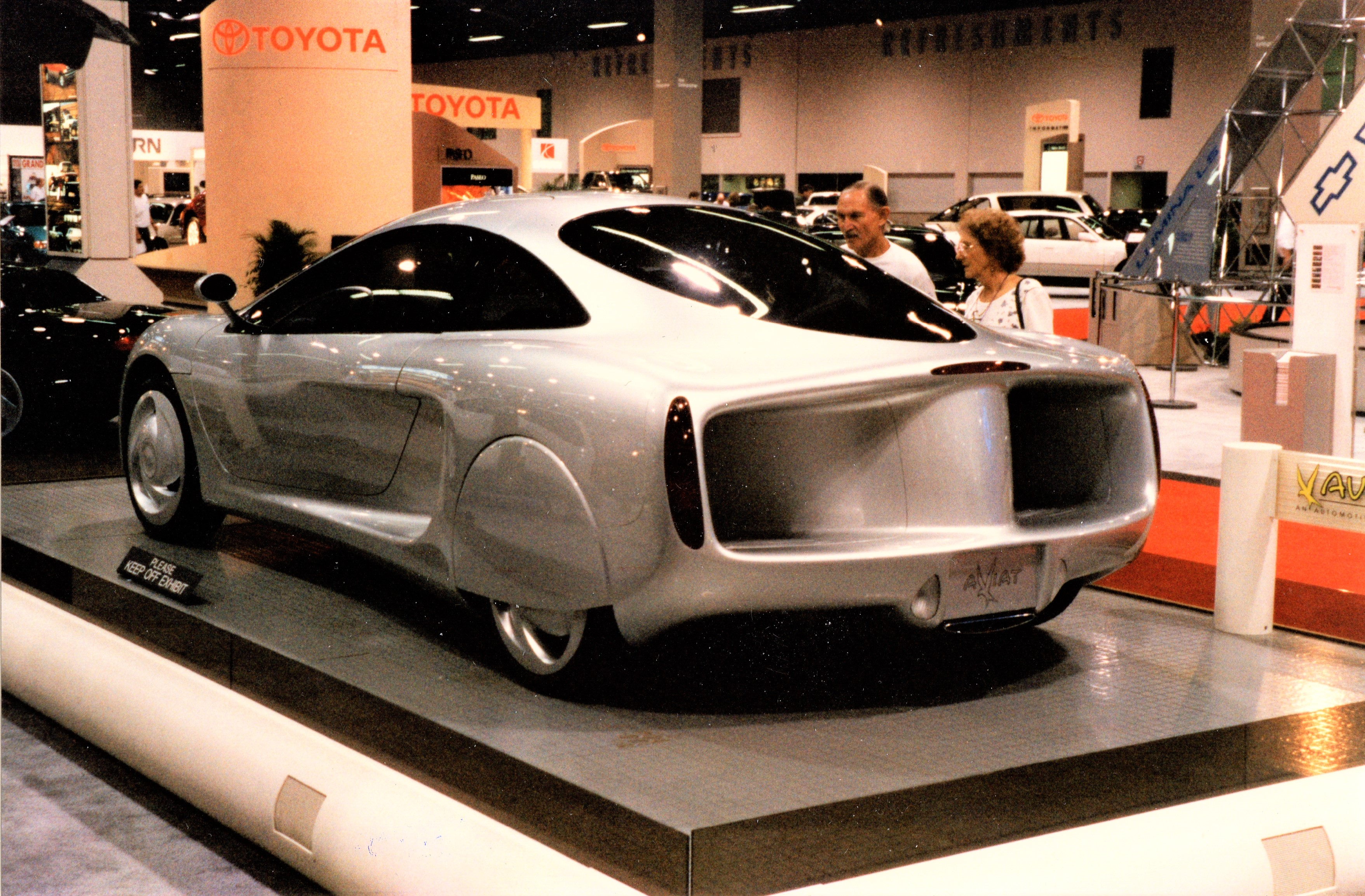
Heckansicht

Der Chrysler Aviat war ein Konzeptfahrzeug des US-amerikanischen Automobilherstellers Chrysler, das 1994 auf der North American International Auto Show in Detroit vorgestellt wurde.

## Übersicht
Die Idee hinter dem Aviat war, auf der Plattform des zwei- bzw. viertürigen Dodge/Plymouth Neon ein weiteres sportliches Fahrzeug zu bauen. Ein besonders großer Wert wurde beim Design des zweisitzigen Aviat auf Aerodynamik gelegt. Zu diesem Zweck waren unter anderem die Radläufe hinten verkleidet und zwischen ihnen und der Fahrgastzelle befand sich ein Luftdurchlass. Eine weitere Besonderheit des Konzepts waren Scherentüren. Zu einer Serienproduktion des Aviat kam es nicht.

## Technik
Angetrieben wurde der Aviat von einem 2,0-l-16V-DOHC-Reihenvierzylindermotor, der mit 147 PS (108 kW) angegeben war und die Leistung an die Vorderräder abgab. Das Kühlsystem war hinter den hinteren Radläufen eingebaut.